# Yea River
Yea River är ett vattendrag i Australien. Det ligger i delstaten Victoria, omkring 79 kilometer nordost om delstatshuvudstaden Melbourne.
Trakten runt Yea River består till största delen av jordbruksmark. Runt Yea River är det mycket glesbefolkat, med 4 invånare per kvadratkilometer. Genomsnittlig årsnederbörd är 1 167 millimeter. Den regnigaste månaden är juli, med i genomsnitt 136 mm nederbörd, och den torraste är januari, med 46 mm nederbörd.